# フランソワ・トリュフォー
フランソワ・ロラン・トリュフォー（François Roland Truffaut、1932年2月6日 - 1984年10月21日）は、フランスの映画監督、脚本家、俳優である。ヌーヴェルヴァーグを代表する監督の一人。映画作家・理論家のアレクサンドル・アストリュックがトリュフォーを「愛のシネアスト（cinéaste）」と定義した。

## 生涯

フランソワ・トリュフォーとクロード・ジャド (『逃げ去る恋』のプレミアで)

パリに生まれたトリュフォーは両親の離婚から孤独な少年時代を過ごし、幾度も親によって感化院に放り込まれるなど、親との関係で問題の多い少年だった。1946年には早くも学業を放棄し映画館に入り浸り、1947年にはシネクラブを組織し始める。15歳のとき、のちに映画評論誌『カイエ・デュ・シネマ』初代編集長（1951年 - 1958年）となる批評家アンドレ・バザンと出会い引き取られ、以降バザンが死ぬまで親子同然の生活を送る。失恋をきっかけに軍隊に志願するが、インドシナ戦線に送られることを恐れて脱走し、途中で捕まり軍刑務所に投獄される。そのときもバザンが保護者となり軍隊から救い出した。20歳になると、彼の勧めにより映画評論を著すようになり、『カイエ・デュ・シネマ』を中心に先鋭的かつ攻撃的な映画批評を多数執筆した。特に、同誌1954年1月号に掲載された「フランス映画のある種の傾向」という文章は厳しい論調だった。
最初の短編映画を発表した後、1956年、ロベルト・ロッセリーニの助監督となる。1957年、配給会社の社長令嬢と最初の結婚をする。同年、製作会社レ・フィルム・デュ・キャロッス社を設立、2作目の短編映画『あこがれ』を演出し、翌1958年公開。
1959年、キャロッス社とSEDIF（義父の会社コシノールの子会社）の共同製作による処女長編『大人は判ってくれない』を監督し、第12回カンヌ国際映画祭に出品されると大絶賛を浴び、監督賞を受賞。作品は大ヒットを記録し、トリュフォーとヌーヴェルヴァーグの名を一躍高らしめることとなった。彼自身の体験談を下敷きにして作られた同作はその後ジャン＝ピエール・レオ演ずるアントワーヌ・ドワネルを主人公とする「アントワーヌ・ドワネルの冒険」としてシリーズ化され、『逃げ去る恋』（1978年）に至るまで合計5本制作された。このとき出逢った映画会社マルソー＝コシノール当時のマネジャーマルセル・ベルベールは、キャロッス社の大番頭的存在となり、またトリュフォー作品にカメオ出演し続けることになる。

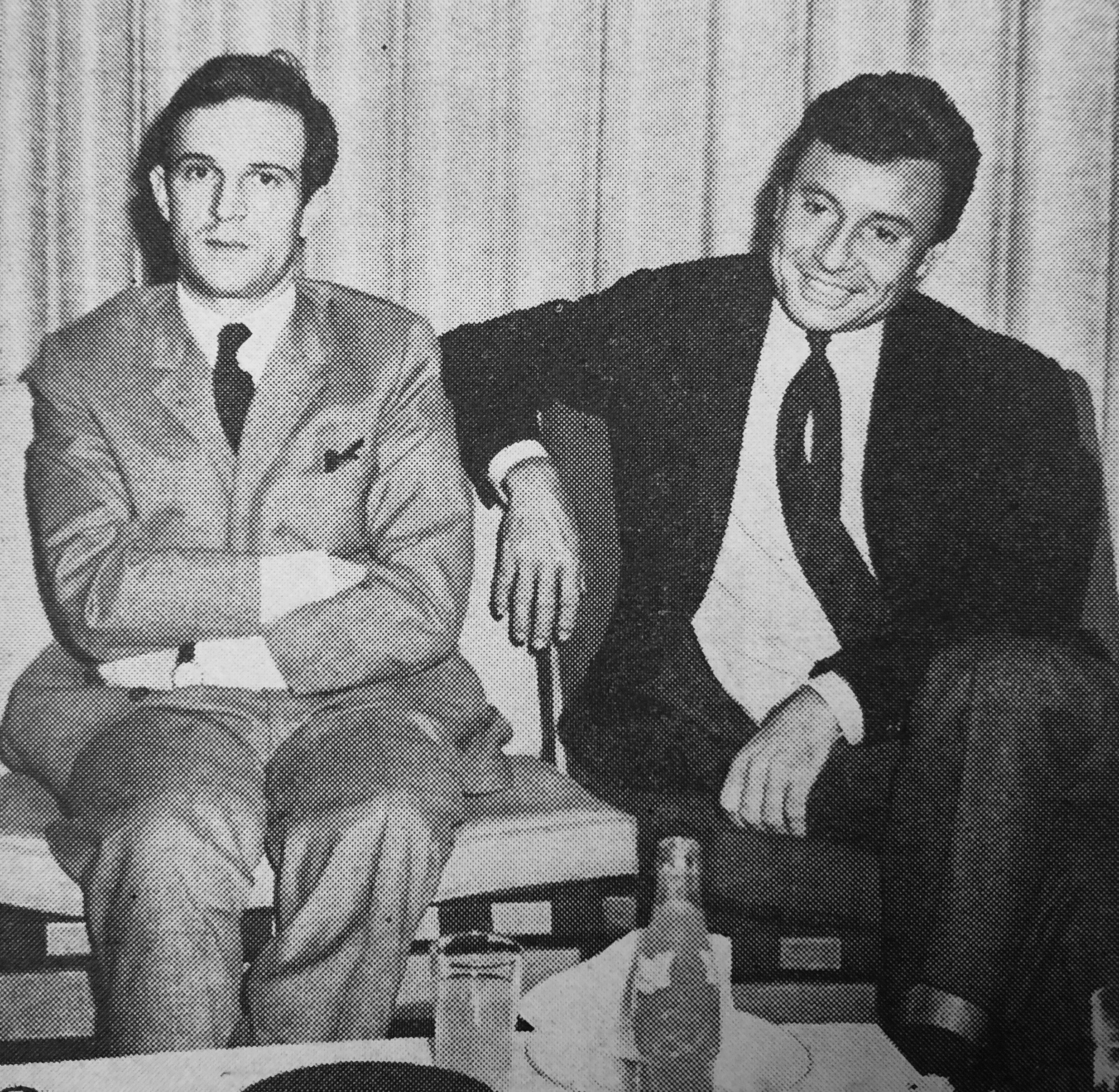
セルジュ・ブールギニョンとともに（1963年、ホテルニュージャパンにて）

1963年4月1日から10日にかけて第3回フランス映画祭が東京都千代田区の東商ホールで開催された。『突然炎のごとく』のほか、ジャン＝ガブリエル・アルビコッコの『金色の眼の女』と『アメリカのねずみ』、『ミス・アメリカ パリを駆ける』『シベールの日曜日』『女はコワイです』『不滅の女』『地下室のメロディー』『地獄の決死隊』の計9本の長編と、短編映画『ふくろうの河』が上映された。トリュフォー、アレクサンドラ・スチュワルト、アラン・ドロン、マリー・ラフォレ、セルジュ・ブールギニョン、アルベール・ラモリス、フランソワーズ・ブリオンらは映画祭に参加するため3月28日に来日した。雑誌の企画により、トリュフォーとブールギニョンは、市川崑、増村保造、川喜多かしことホテルニュージャパンで語り合った。
1968年のカンヌ国際映画祭において、コンテストの必要性の有無を巡って大論争が巻き起こり、トリュフォーはカンヌ国際映画祭粉砕を主張して最も過激な論陣を張った。しかし、映画祭の改革を主張したトリュフォーに対しジャン＝リュック・ゴダールは政治的な改革を訴え、2人の方向性の違いが明らかとなった。この出来事を一つのきっかけに、盟友であったゴダールとの決別を始めとしてヌーヴェルヴァーグの面々と疎遠になった。68年の『黒衣の花嫁』、69年の『暗くなるまでこの恋を』は高い評価を得た。
1973年、映画へのラブレターと銘打ち、映画制作の裏側を描いた『アメリカの夜』を発表し、アカデミー外国語映画賞を受賞する。本作では自身も映画監督役として出演した。また、監督と兼任して科学者役を演じた『野性の少年』を観たスティーヴン・スピルバーグからのオファーにより、『未知との遭遇』では科学者役で出演した。
1983年7月に脳腫瘍と診断され、ミッチェル・ベルジェとフランス・ギャル夫妻の邸宅にて療養する。友人であったミロシュ・フォアマン監督の『アマデウス』のプレミアに出席することを望んでいたが、叶わないまま1984年10月21日に死去した。彼が生涯に制作した映画は25本であった。
トリュフォーの死に際して、フランスに留まらず世界各国の映画関係者が集い盛大な葬儀が執り行われたが、ゴダールは葬儀に参列せず、追悼文を著すこともなかった。しかし、死後4年経った1988年に出版されたトリュフォー書簡集に、彼からの手紙を提供した。内容は激しくゴダールを罵倒する語調のものであったが、新たに書き下ろした序文では「フランソワは死んだかもしれない。わたしは生きているかもしれない。だが、どんな違いがあるというのだろう?」と締めくくった。

## エピソード
- フランス映画の父として慕い尊敬していたジャン・ルノワールがアメリカで失意の底に沈んでいることを聞きつけ、幾度もアメリカに渡って勇気づけ、ルノワールの死に至るまで両者は親子同然の関係を持ち続けた。また、自分自身の分身を演じ続けたジャン＝ピエール・レオに対しても息子同然の扱いをしていたという。

- 『緑色の部屋』の宣伝キャンペーンで、1980年2月に来日した際、日本の映画ジャーナリストが日本の名作を観てもらおうと、当時名画座で掛かっていた深作欣二監督の『仁義の墓場』を推薦し[8]、トリュフォーに観てもらった[8]。しかしトリュフォーは開始10分で劇場を出てしまい[8]、「何で?」と聞いたら、「非常に疲れていたのと、暴力的なシーンが多くて堪えられなかったのです。暴力的な映画よりエロチックな映画の方がずっと好きです」と言った[8]。「今まで観た映画で好きな映画は?」という質問に対しては「オーソン・ウェルズ監督の『偉大なるアンバーソン家の人々』、それからフェデリコ・フェリーニ監督の『カサノバ』が大好きです。他にもたくさんあって数えきれません。それらについては色々本に書いているので読んでください」などと答えた[8]。

## フィルモグラフィ

### 監督作品

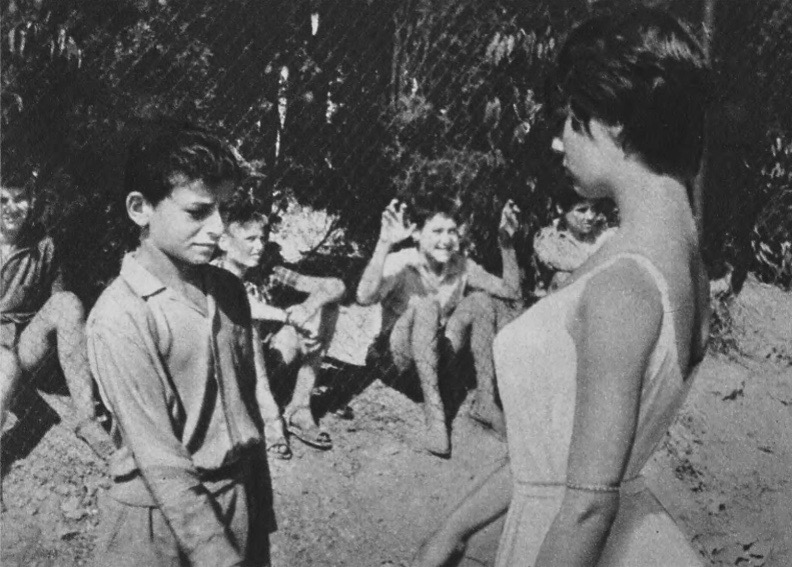
『あこがれ』（1958年）

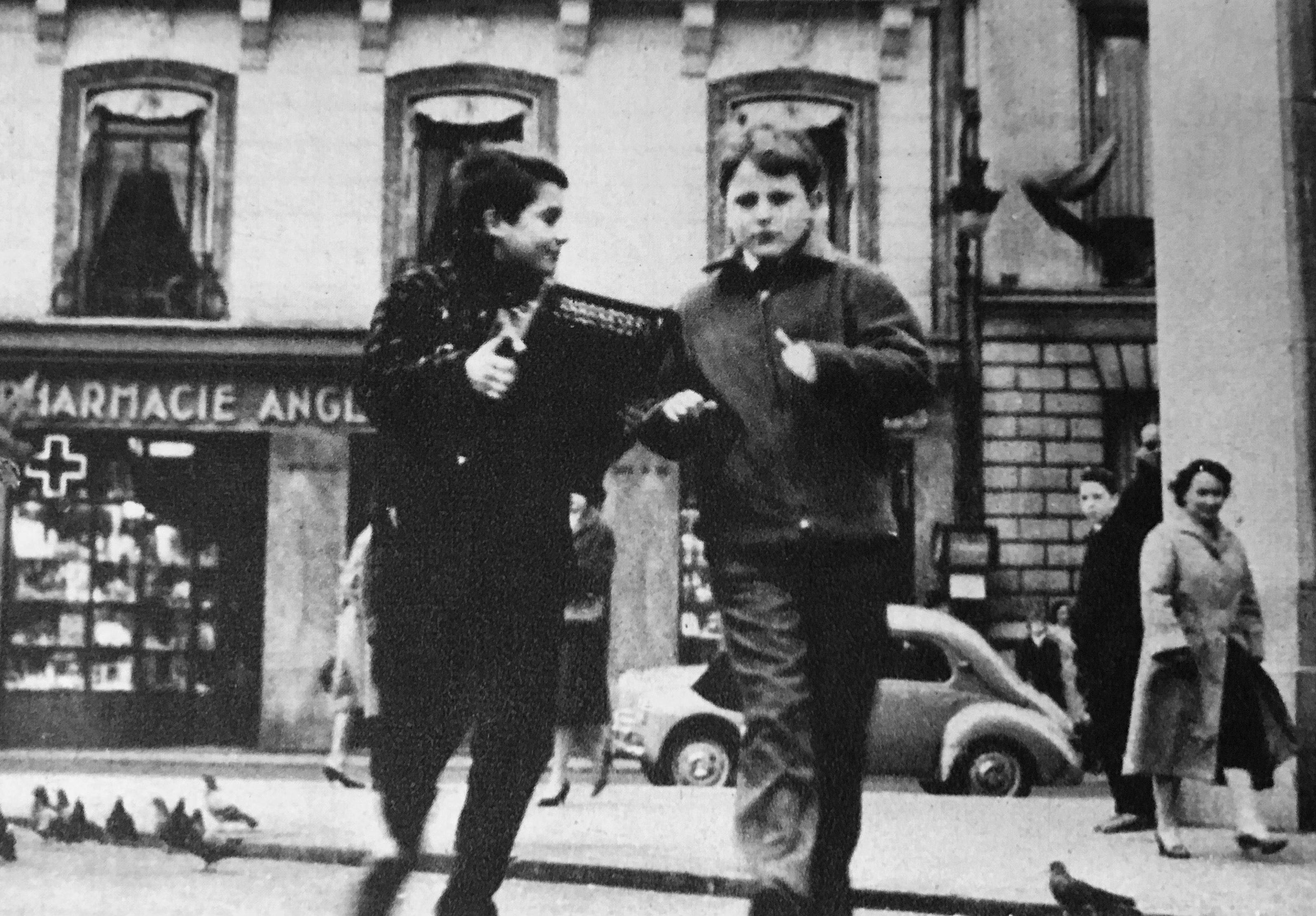
『大人は判ってくれない』（1959年）

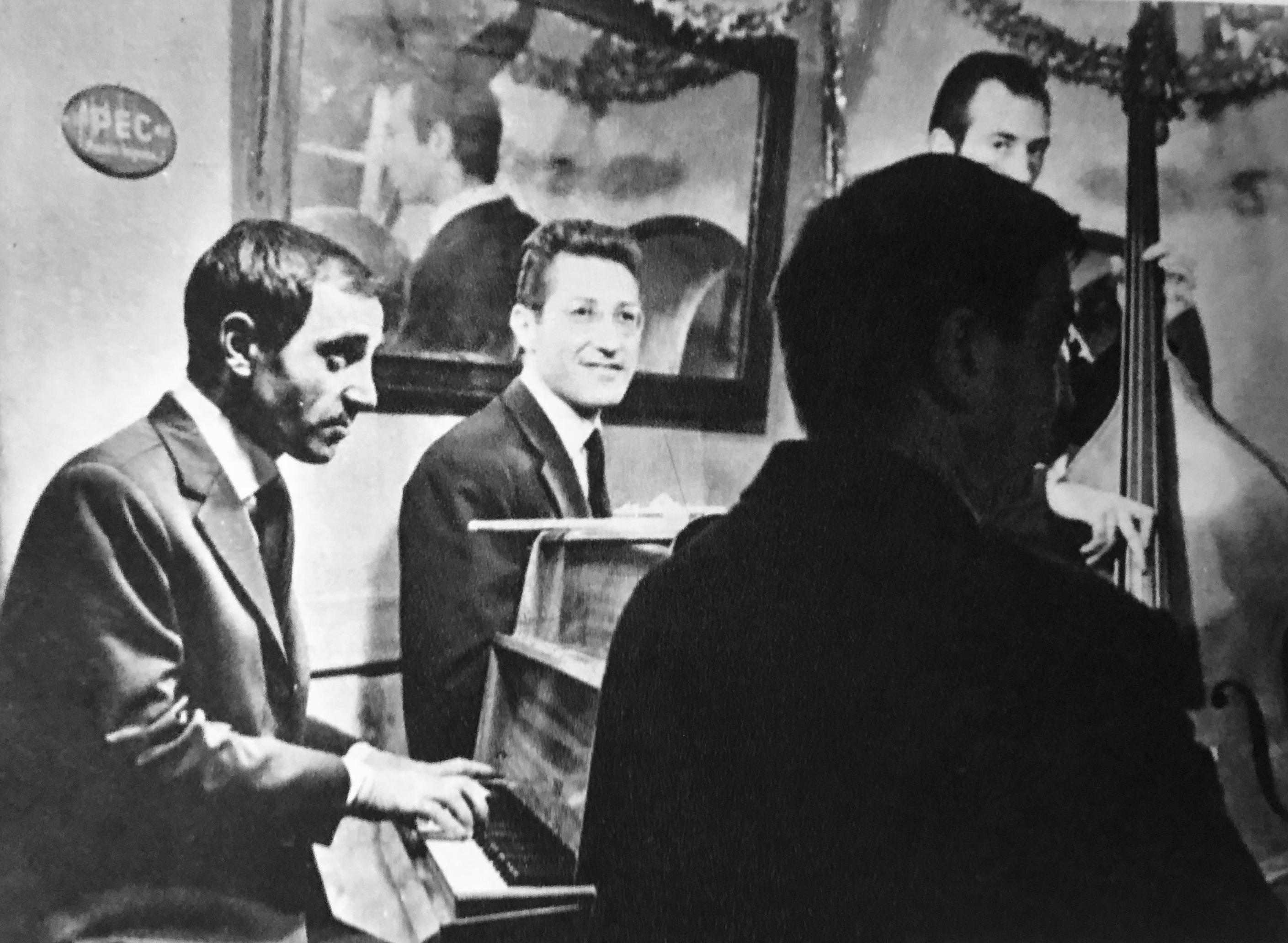
『ピアニストを撃て』（1960年）

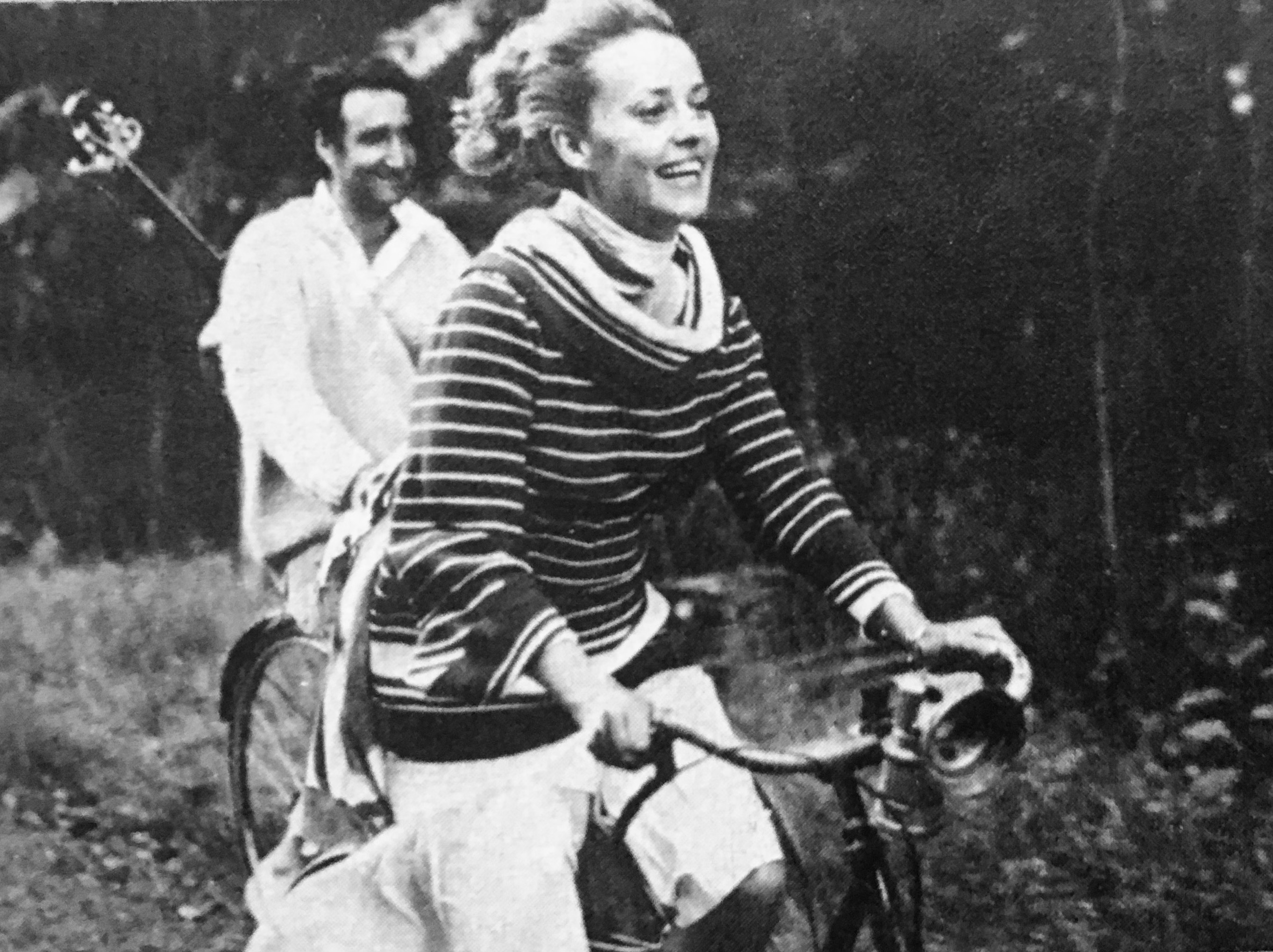
『突然炎のごとく』（1962年）

- ある訪問（短編、自主制作） Une visite（1954年）
- あこがれ（短編） Les Mistons（1958年）
- 水の話（短編） Une histoire d'eau （共同監督ジャン＝リュック・ゴダール、1958年）
- 大人は判ってくれない Les Quatre cents coups（1959年）
- ピアニストを撃て Tirez sur le pianiste（1960年）
- 突然炎のごとく Jules et Jim（1962年）
- アントワーヌとコレット/二十歳の恋 L'Amour à vingt ans / Antoine et colette（1962年）『二十歳の恋』の一篇
- 柔らかい肌 La Peau douce（1964年）
- 華氏451 Fahrenheit 451（1966年）原作 レイ・ブラッドベリ「華氏451度」
- 黒衣の花嫁 La Mariée était en noir（1968年）
- 夜霧の恋人たち Baisers volés（1968年）
- 暗くなるまでこの恋を La Sirène du Mississipi（1969年）
- 野性の少年 L'Enfant sauvage（1970年）
- 家庭 Domicile conjugal（1970年）
- 恋のエチュード Les Deux anglaises et le continent（1971年）
- 私のように美しい娘 Une belle fille comme moi（1972年）
- アメリカの夜 La Nuit américaine（1973年）
- アデルの恋の物語 L'Histoire d'Adèle H.（1975年）
- トリュフォーの思春期 L'Argent de poche（1976年）
- 恋愛日記 L'Homme qui aimait les femmes（1977年）
- 緑色の部屋 La Chambre verte（1978年）
- 逃げ去る恋 L'Amour en fuite（1979年）
- 終電車 Le Dernier métro（1980年）
- 隣の女 La Femme d'à côté（1981年）
- 日曜日が待ち遠しい! Vivement dimanche!（1983年）

### 出演作品
- 王手飛車取り Le Coup du berger（1956年）
- 野性の少年 L'Enfant sauvage（1970年）イタール博士役
- 恋のエチュード Les Deux anglaises et le continent（1971年）ナレーター
- アメリカの夜 La Nuit américaine（1973年）フェラン監督役
- アデルの恋の物語 L'Histoire d'Adèle H.（1975年）士官役
- 未知との遭遇 Close Encounters of the Third Kind（1977年）フランス人科学者ラコーム役
- 緑色の部屋 La Chambre verte（1978年）
- フランソワ・トリュフォー/盗まれた肖像 DEUX DE LA VAGUE（1993年）
- ふたりのヌーヴェルヴァーグ ゴダールとトリュフォー FRANCOIS TRUFFAUT: PORTRAITS VOLES（2010年）
- ヒッチコック/トリュフォー Hitchcock/Truffaut（2015年）

## 受賞
| 賞                                   | 年     | 部門                       | 作品                     | 結果       |
| ------------------------------------ | ------ | -------------------------- | ------------------------ | ---------- |
| カンヌ国際映画祭                     | 1959年 | 監督賞                     | 『大人は判ってくれない』 | 受賞       |
| カンヌ国際映画祭                     | 1959年 | 国際カトリック映画事務局賞 | 『大人は判ってくれない』 | 受賞       |
| アカデミー賞                         | 1959年 | 脚本賞                     | 『大人は判ってくれない』 | ノミネート |
| アカデミー賞                         | 1968年 | 外国語映画賞               | 『夜霧の恋人たち』       | ノミネート |
| アカデミー賞                         | 1973年 | 外国語映画賞               | 『アメリカの夜』         | 受賞       |
| アカデミー賞                         | 1974年 | 監督賞                     | 『アメリカの夜』         | ノミネート |
| アカデミー賞                         | 1974年 | 脚本賞                     | 『アメリカの夜』         | ノミネート |
| アカデミー賞                         | 1980年 | 外国語映画賞               | 『終電車』               | ノミネート |
| ニューヨーク映画批評家協会賞         | 1959年 | 外国語映画賞               | 『大人は判ってくれない』 | 受賞       |
| ニューヨーク映画批評家協会賞         | 1969年 | 脚本賞                     | 『夜霧の恋人たち』       | 次点       |
| ニューヨーク映画批評家協会賞         | 1973年 | 作品賞                     | 『アメリカの夜』         | 受賞       |
| ニューヨーク映画批評家協会賞         | 1973年 | 監督賞                     | 『アメリカの夜』         | 受賞       |
| ニューヨーク映画批評家協会賞         | 1975年 | 脚本賞                     | 『アデルの恋の物語』     | 受賞       |
| ニューヨーク映画批評家協会賞         | 1981年 | 外国語映画賞               | 『終電車』               | 次点       |
| フランス映画批評家協会賞             | 1959年 | 作品賞                     | 『大人は判ってくれない』 | 受賞       |
| フランス映画批評家協会賞             | 1968年 | 作品賞                     | 『夜霧の恋人たち』       | 受賞       |
| フランス映画批評家協会賞             | 1970年 | 作品賞                     | 『野性の少年』           | 受賞       |
| フランス映画批評家協会賞             | 1973年 | 作品賞                     | 『アメリカの夜』         | 受賞       |
| フランス映画批評家協会賞             | 1976年 | 作品賞                     | 『アデルの恋の物語』     | 受賞       |
| 英国アカデミー賞                     | 1960年 | 総合作品賞                 | 『大人は判ってくれない』 | ノミネート |
| 英国アカデミー賞                     | 1962年 | 総合作品賞                 | 『突然炎のごとく』       | ノミネート |
| 英国アカデミー賞                     | 1973年 | 作品賞                     | 『アメリカの夜』         | 受賞       |
| 英国アカデミー賞                     | 1973年 | 監督賞                     | 『アメリカの夜』         | 受賞       |
| 英国アカデミー賞                     | 1978年 | 助演男優賞                 | 『未知との遭遇』         | ノミネート |
| 英国アカデミー賞                     | 1983年 | 外国語作品賞               | 『日曜日が待ち遠しい!』  | ノミネート |
| ボディル賞                           | 1960年 | 非アメリカ映画賞           | 『大人は判ってくれない』 | 受賞       |
| ボディル賞                           | 1963年 | 非アメリカ映画賞           | 『突然炎のごとく』       | 受賞       |
| ボディル賞                           | 1965年 | 非アメリカ映画賞           | 『柔らかい肌』           | 受賞       |
| マール・デル・プラタ国際映画祭       | 1962年 | 監督賞                     | 『突然炎のごとく』       | 受賞       |
| ナストロ・ダルジェント賞             | 1963年 | 外国監督賞                 | 『突然炎のごとく』       | 受賞       |
| ナストロ・ダルジェント賞             | 1974年 | 外国監督賞                 | 『アメリカの夜』         | ノミネート |
| ナストロ・ダルジェント賞             | 1981年 | 外国監督賞                 | 『終電車』               | ノミネート |
| ルイ・デリュック賞                   | 1968年 | -                          | 『夜霧の恋人たち』       | 受賞       |
| ゴールデングローブ賞                 | 1968年 | 外国語映画賞               | 『黒衣の花嫁』           | ノミネート |
| ゴールデングローブ賞                 | 1968年 | 外国語映画賞               | 『夜霧の恋人たち』       | ノミネート |
| ゴールデングローブ賞                 | 1973年 | 外国語映画賞               | 『アメリカの夜』         | ノミネート |
| ゴールデングローブ賞                 | 1976年 | 外国語映画賞               | 『トリュフォーの思春期』 | ノミネート |
| ゴールデングローブ賞                 | 1980年 | 外国語映画賞               | 『終電車』               | ノミネート |
| 全米映画批評家協会賞                 | 1969年 | 作品賞                     | 『夜霧の恋人たち』       | 2位        |
| 全米映画批評家協会賞                 | 1969年 | 監督賞                     | 『夜霧の恋人たち』       | 受賞       |
| 全米映画批評家協会賞                 | 1970年 | 作品賞                     | 『野性の少年』           | 3位        |
| 全米映画批評家協会賞                 | 1970年 | 監督賞                     | 『野性の少年』           | 2位        |
| 全米映画批評家協会賞                 | 1970年 | 脚本賞                     | 『野性の少年』           | 4位        |
| 全米映画批評家協会賞                 | 1973年 | 作品賞                     | 『アメリカの夜』         | 受賞       |
| 全米映画批評家協会賞                 | 1973年 | 監督賞                     | 『アメリカの夜』         | 受賞       |
| ナショナル・ボード・オブ・レビュー賞 | 1970年 | 監督賞                     | 『野性の少年』           | 受賞       |
| ナショナル・ボード・オブ・レビュー賞 | 1970年 | 外国語映画賞               | 『野性の少年』           | 受賞       |
| ナショナル・ボード・オブ・レビュー賞 | 1975年 | 外国語映画賞               | 『アデルの恋の物語』     | 受賞       |
| セザール賞                           | 1976年 | 監督賞                     | 『アデルの恋の物語』     | ノミネート |
| セザール賞                           | 1981年 | 作品賞                     | 『終電車』               | 受賞       |
| セザール賞                           | 1981年 | 監督賞                     | 『終電車』               | 受賞       |
| セザール賞                           | 1981年 | 脚本賞                     | 『終電車』               | ノミネート |
| セザール賞                           | 1984年 | 監督賞                     | 『日曜日が待ち遠しい!』  | ノミネート |
| セザール賞                           | 1989年 | 脚本賞                     | 『小さな泥棒』           | ノミネート |
| カンザスシティ映画批評家協会賞       | 1976年 | 外国語映画賞               | 『トリュフォーの思春期』 | 受賞       |
| ボストン映画批評家協会賞             | 1980年 | 外国語映画賞               | 『終電車』               | 受賞       |
| ダヴィッド・ディ・ドナテッロ賞       | 1981年 | ルキノ・ヴィスコンティ賞   | -                        | 受賞       |
| ロサンゼルス映画批評家協会賞         | 1984年 | 特別賞                     | -                        | 受賞       |

## 日本のテレビ番組出演
- スター千一夜（フジテレビ、1963年4月1日）

## 日本語文献
著書・インタビュー・対談など
- フランソワ・トリュフォー 著、蓮實重彦、山田宏一 訳『映画の夢 夢の批評』たざわ書房、1979年3月20日。
- 山田宏一、蓮實重彦、フランソワ・トリュフォー『トリュフォーそして映画』話の特集、1980年8月10日。
- ヒッチコックとの共著 『映画術』 山田宏一・蓮實重彦訳、晶文社、1981年、増訂版1990年
- マルセル・ムーシー共著『大人は判ってくれない』山田宏一訳、土曜社、2020年。
- 山田宏一・蓮實重彦 『フランソワ・トリュフォー　最後のインタビュー』 平凡社、2014年。
- アンヌ・ジラン編 『トリュフォーの映画術』 和泉涼一、二瓶恵訳、水声社、2006年
- ドミニク・ラブールダン編『トリュフォーによるトリュフォー』 山田宏一訳、リブロポート、1994年。
- 『ある映画の物語』 山田宏一訳、草思社、1986年。オンデマンド版2000年。「華氏451」撮影日記ほか
- 『ある映画の物語2　アメリカの夜』 山田宏一訳、草思社、1988年
  - 『ある映画の物語』 草思社文庫、2020年（1・2部の合本）
- アンドレ・バザン、トリュフォー編 『ジャン・ルノワール』 奥村昭夫訳、フィルムアート社、1980年

評伝
- アネット・インスドーフ 『フランソワ・トリュフォーの映画』 和泉涼一、二瓶恵訳、水声社、2013年
- アントワーヌ・ド・ベック、セルジュ・トゥビアナ編 『フランソワ・トリュフォー』 稲松三千野訳、原書房、2006年
- 山田宏一 『フランソワ・トリュフォー映画読本』 平凡社、2003年、増補版2022年
- 山田宏一 『トリュフォー、ある映画的人生』 平凡社、1991年、増補1994年、平凡社ライブラリー、2002年
- 山田宏一 『トリュフォーの手紙』 平凡社、2012年
- 山田宏一 『フランソワ・トリュフォーの映画誌  山田宏一の映画教室vol.1』 平凡社、2004年。図版多数の編著
- 『季刊リュミエール 2　フランソワ・トリュフォーとフランス映画』 筑摩書房、1985年
- 『ユリイカ 詩と批評　特集トリュフォー』1985年2月号、青土社、歌田明弘編